# Törndal, Järfälla kommun
Törndal var ett boställe på Veddesta skog, som var ett skogvaktarboställe, som låg vid Mälaren. Bostället låg söder om Gåsberget i Järfälla kommun ute på en udde vid det så kallade Törndalsskär och ingår numera i Görvälns naturreservat. Själva boplatsen låg alldeles intill gränsen mot Lövsta. Platsen låg 200 à 300 meter väster om gångvägen Kyrkhamn-Sandvik samt cirka 600 meter västsydväst om Henriksdal. Gångvägen Kyrkhamn-Sandvik passerar således ca 250 meter öster om Törndal. De två torpen Törndal och Henriksdal hörde båda till Sandviks gård. Platsen kan således nås dels från söder, dels från norr. Boplatsen invid Törndalsskäret är numera en liten udde i Mälaren.
Skogvaktarbostället Törndal var endast bebott mellan åren 1802 och 1814. Skogvaktaren Knut Källander och hans hustru Stina Jansdotter och barn bodde på torpet mellan 1802 och 1814. Maken dog den 29 april 1805, men änkan med barn bodde kvar och ytterligare två personer bodde där.

## Namnet
När skogvaktarbostället Törndal etablerades i en sydöstsluttning i dalsänkan i början av 1800-talet blev namnet Törndal primärt naturnamn, sekundärt ett bebyggelsenamn. En markerad förkastningsbrant invid Mälaren i ganska rak sträckning går nämligen från Gåseborg till Kyrkhamn. Förleden Törn– skulle således kunna betyda den höga och raka utsträckta kustlinjen. Efterleden –dal avser den dalsänka som avdelar bergsryggen i en nordvästlig (mindre) del och en sydöstlig (större) del. Namnet Törndal finns utmärkt på en karta från 1751-1752 av lantmätaren Gabriel Boding (konceptkartan) över Veddesta skog och Lövsta och då betecknas den markerade bergsryggen från Gåsberget till Kyrkhamn "Törn-Dahls Bergen" och dalsänkan "Törn Dal". På samma karta finns också beteckningen "Törndalsskiär". På Törnemans karta 1767 finns rågångsläggningen mellan Veddesta skog och Lövsta utmärkt "Törndals Skäret". Namnet "Törndals Rån" nämns i kartbeskrivning på ett 5-stena rör ute på Törndalsskäret och namnet "Törndals Wisen" på en gränssten öster om Gåsebergsvägen.

## Tillkomst och ägarförhållanden

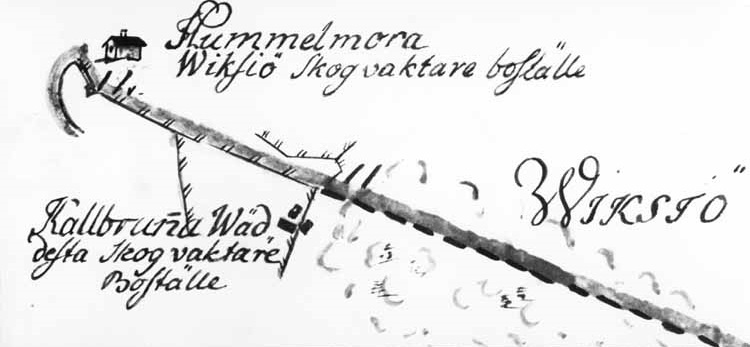
Del av karta över Veddesta skog från 1775 av Gabriel Boding som utmärker Kallbrunna med tre byggnader i plan, Veddesta skog utan byggnad (Sandvik) och utanför kartan Torpet Hummelmora med en byggnad ej i plan. Kallbrunna utmärks som Veddesta skogvaktarboställe och Hummelmora som Viksjö skogvaktarboställe.

På grund av ägarförhållandena för Veddesta skog och det faktum att vi inte exakt vet vilket år Törndal bebyggdes vet vi inte vilken ägare som beslutade att etablera skogvaktarbostället. Den mest sannolika är dock protokollsekreteraren Carl Gripenstierna (systerson till von Numers). Men även andra tänkbara namn finns, såsom presidenten i kammarrevisionen Christoffer von Numers och Olof Ulrik von Numers (bror till Christoffer). Dessa personer var ägare av Barsbro i slutet av 1700-talet och i början av 1800-talet. Christoffer von Numers köpte Veddesta 1797 och ägde det till 1799, då Carl Gripenstierna tog över och behöll gården till 1805. Detta år köptes Veddesta av brukspatron Bengt Magnus Björkman på Görväln.
När Törndal etablerades omkring 1800 var det alltså på mark som ägdes till Barsbro utjord och därmed Barsbro gård, som i sin tur ägdes under Görvälns gård. Ägare av Barsbro utjord var då friherren och hovmarskalken Adolf Rudbeck på Görväln. Han ville också dela åker och skog efter örestal, vilket ägaren av Veddesta, bankoläkaren Isac Palmaer, motsatte sig. Delningen av Veddesta skog efter örestal blev en tvist. Tvisten i frågan fördes genom häradsrätt, lagmansrätt och hovrätt ända upp till sista instans som är Kungl. Riddarsynerätten. I dom fastställdes i denna instans att Veddesta skog skulle delas efter öresland. År 1780 skedde en delning av Norrängen och Kvarnängen mellan Veddesta och Barsbro utjord efter örestal. Veddesta-hemmanet bestod av 22 öresland. Slutligen tilldömdes Barsbro en andel i Veddesta skog motsvarande 5 öresland, då tvisten gick vidare till Kungl. Riddarsynerätten 1788 med Kungl. Maj:ts tillstånd. Delningen verkställdes 1793. Barsbros andel lades ut som ett band i södra delen av Veddesta skog längs gränsen mot Lövsta. Törndal låg alltså på Barsbro utjord och därmed på Barsbro gård, som ägdes av Görvälns herrgård.

## Olaga skogsavverkning
Avsikten med etableringen i det avlägsna och oländiga området var att placera en skogvaktare på Törndal för att bevaka skogarna i området. Ur den synpunkten är läget lämpligt, huset låg invid gränsen mot Lövsta bys ägor och vid Mälarens strand. I häradets domböcker förekommer det nämligen under 1600-, 1700- och 1800-talen uppgifter om olaga skogsavverkning. Just bönder från Lövsta och Svartsjölandet anklagas för tillgreppen.

## Bostället och familjen Källander

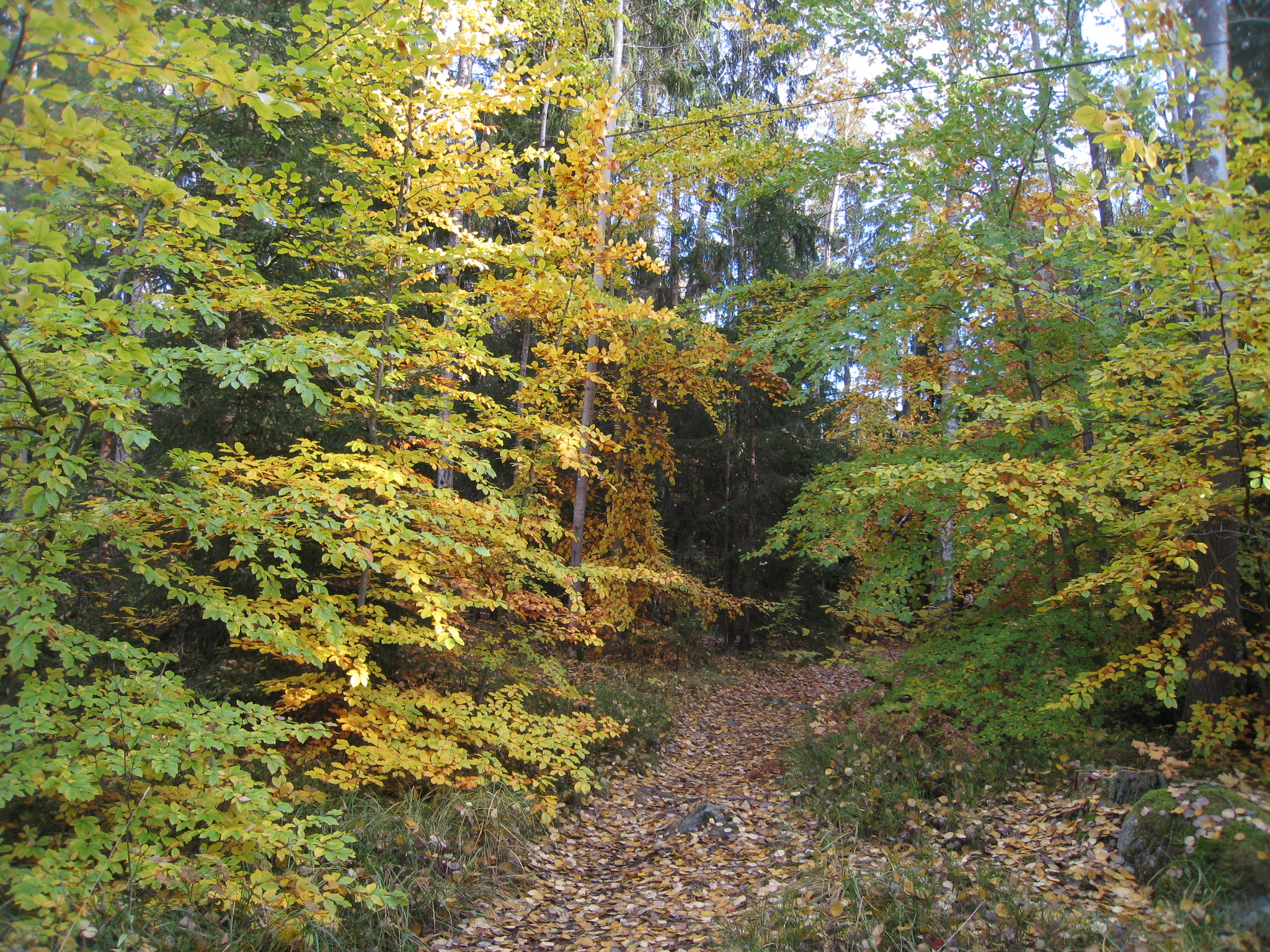
Knut Källander var skogvaktare i skogarna runt omkring Törndal vid Mälarens strand och vid Henriksdals torp, Kyrkhamn, Lövsta bys ägor, Gåsberget, Gåseborg, Sandviks gård och Hummelmorabergen.

Den tidigaste noteringen om boende vid Törndal står i födelse- och dopboken 1802. Genom en uppgift i födelse- och dopboken den 9 mars 1800 vet vi att familjen Källander då bodde i Hummelmora. Genom detta går det att precisera etableringen till någon gång mellan mars 1800 och juli 1802. Eftersom husförhörslängder saknas för åren 1780-1803 kan det inte avgöras exakt när Törndal först etableras, endast att det är bebott 1802. Den första gången som Törndal namnges är den 21 juli 1802. Då framgår det att Törndal är skogvaktarboställe. Den 21 juli detta år föds dottern Sophia Johanna till skogvaktaren Knut Källanders och hans hustru Stina Jansdotter. Dottern döptes den 23 juli 1802. Vittnen vid dopet är "Kongl. Secreteraren Herr Baron Carl Gripenstierna och Fru Friherrinnan Henriette Rudbeck från Stockholm, Lagmannen Josua Sylvander Ibidem och stiftsfröne Eva Carolina Gripenstierna på Skälby." (Ibidem = på samma ställe; i detta fall alltså Stockholm). De två sistnämnda gifte sig den 15 oktober 1802.
Törndal upptas i husförhörslängden från 1804-1810. Husförhörslängderna för åren 1780-1903 saknas. Noteringarna om de boende vid Törndal i längden är outvecklade. Där upptas endast änkan Stina Jansdotter och flickan. Den en enda uppgift som är införd om Stina Jansdotter visar att hon tar nattvarden 23 oktober 1809 tillsammans med flickan. I husförhörslängden 1804-1810 saknas således dels Stina Jansdotters man Knut Källander, dels deras fyra barn Carl Petter, Anna Stina, Sophia Johanna och Johan. Av död- och begravningsboken 1805 framgår att Knut Källander avled den 29 april genom drunkning, 42 år gammal, han benämns då skräddare.
I mantalslängderna upptas Törndal åren 1813-1814. Enligt husförhörslängden är Törndal bebott till 1814 och av den samtida noteringen i husförhörslängden "Stufvan borttagen" tycks det framgå att huset ganska snart försvunnit från platsen, som sedan dess varit obebodd.
Törndal upptas i mantalslängden först från och med 1813. Då finns änkan Källander med en son mellan 15 och 18 år och två minderåriga barn, en son och en dotter, som är under 15 år. Den äldre sonen brukar tobak och änkan har några smärre sidenpersedlar. Enligt denna mantalslängd beskattas nämligen tobaksbruk, innehav av sidenpersedlar, fickur och hundar.
Ytterligare en familj bodde på Törndal, förutom familjen Källander, nämligen änkan Catharina Jacobsdotter med tre barn. Hon gifte sig 1814 med sjömannen Eric Christian Hammarström och de flyttade efter några år till Lövsta. Som boende redovisas, förutom familjen Källander, ytterligare två personer, pigan Anna med dottern Maj. De står som utflyttade till torpet Lindalen under Veddesta, men det saknas uppgift om när utflyttningen skett.
I husförhörslängden 1811-1820, den sista där Törndal nämns, står noterat ”Stufvan borttagen, men inget årtal.

## Avveckling
Boplatsen avvecklades under 1810-talets mitt eller senare hälft. Eftersom noteringarna i husförhörslängden 1811-1820 vad beträffar in- och utflyttningar är osäkra eller obefintliga kan man inte ange ett exakt år för avvecklingen. Det finns inga uppgifter om skälet till avvecklingen. Kanske man ansåg att vaktfunktionen var obehövlig från denna tid. Törndals bebyggelsehistoria blev i alla fall kort; bara ungefär två decennier.

## Synliga rester av boplatsen
Av Riksantikvarieämbetets inventering 1980, som gjordes av Kjell Linnér, framgår att det vid nordöstra långsidans mitt är ett spisröse 2 x 2 meter och 0,2 meter högt, av sten och jord utan synliga tegelinslag. Den 15 oktober 2010 togs sly på husgrunden bort av fyra medlemmar i Järfälla hembygdsförening, efter tillstånd av Järfälla kommun. Man kunde då verifiera Kjell Linnérs iakttagelser. Däremot förekom enstaka, spridda tegelbitar i olika delar av husgrunden. Linnér mätte husgrunden till 7 x 5 meter i nordväst-sydöstligt läge och konstaterade, att grundstenar fanns nästan bara längs sydvästra långsidan. Där fanns också en rest av en dörrtrappa. Efter röjningen av sly på husgrunden i oktober 2010 framträdde de detaljer som Linnér hade observerat tydligt och dessutom kunde lite fler grundstenar observeras.

## Jättegrytor vid Törndal
Söder om fornborgen Gåseborg vid södra delen av Gåsberget finns det vid udden vid Törndal två jättegrytor, som är utbildade i urberget. Jättegrytor uppkom genom att smältvatten efter inlandsisen forsade fram. Vattenströmmen fick tag på en sten, en så kallad löparsten, som virvlade runt i en spricka eller en fördjupning och som började skava mot kanterna. I det allt rundare hålet bildades en virvel så småningom. Löparstenen vidgade och fördjupade hålet ytterligare. De två jättegrytorna på Gåsberget vid Törndal anses ha uppkommit när smältvattnet efter inlandsisen forsade fram mellan is och berg.  Jättegrytorna vid Gåsbergets sydsida mot Mälaren är två halvmeter breda hål i berget.